# 氷川神社 (さいたま市桜区上大久保)
氷川神社（ひかわじんじゃ）は、埼玉県さいたま市桜区の神社。

## 歴史
創建年代は不明である。ただ後述の本殿の由来から、少なくとも江戸時代には既に存在していたものと推測される。
当社の本殿は安土桃山時代のもので「二間社流造」の建築物である。元々は総本社の大宮氷川神社の本殿で、後に当社に移設したものという。さいたま市の文化財に指定されている。
元々は現在の埼玉大学大久保キャンパスがあるところに位置していたが、埼玉大学が移転したため、当社も移転した。

## 文化財
- 上大久保氷川神社本殿（さいたま市指定有形文化財 平成2年3月31日指定）[2]

## 交通アクセス
- 南与野駅より徒歩26分。